# Vignole (affluent de la Théols)
Pour les articles homonymes, voir Vignole.
La Vignole, ou le ruisseau de la Vignole, est un ruisseau français qui coule dans le département de l'Indre, en région Centre-Val de Loire. C'est un affluent de rive gauche de la Théols et donc un sous-affluent de la Loire par l'Arnon et par le Cher.

## Géographie
La Vignole prend sa source dans le département de l'Indre, à 166 mètres d'altitude, dans le sud de la commune de La Champenoise, trois kilomètres au sud-ouest du bourg.
Elle prend d'abord la direction du sud et après quatre kilomètres oblique vers l'est, passant sous la route nationale (RN) 151. Elle traverse le bourg de Neuvy-Pailloux, passant sous la route départementale (RD) 31 puis sous la ligne ferroviaire Paris-Toulouse. Elle prend alors la direction du nord-est et passe sous la RD 82 à l'ouest du bourg de Thizay.
Elle est de nouveau franchie par la même ligne ferroviaire et la RN 151 ainsi que par la RD 8 et conflue avec la Théols en rive gauche à 125 mètres d'altitude, moins de 100 mètres à l'ouest de la gare d'Issoudun.
La Vignole est longue de 23,39 km.

### Communes et département traversés
La Vignole arrose sept communes dans le département de l'Indre, soit d'amont vers l'aval : La Champenoise (source), Montierchaume, Neuvy-Pailloux, Sainte-Fauste, Thizay, Saint-Aoustrille et Issoudun (confluence avec la Théols).

### Affluents
Selon le Sandre, la Vignole a huit affluents répertoriés. Les deux principaux sont le Sainte-Fauste, long de 7,18 km en rive droite et le ruisseau des Gloux, long de 5,48 km en rive gauche.
Quatre de ses affluents ayant des sous-affluents, le nombre de Strahler de la Vignole est de trois.

### Bassin versant
Outre les sept communes baignées par la Vignole, son bassin versant en concerne également deux autres : Diors arrosée par le ruisseau de Sainte-Fauste (affluent du Sainte-Fauste), ainsi que Coings où un autre petit affluent — sans nom — de la Vignole prend sa source.